# Sűrítés (gasztronómia)

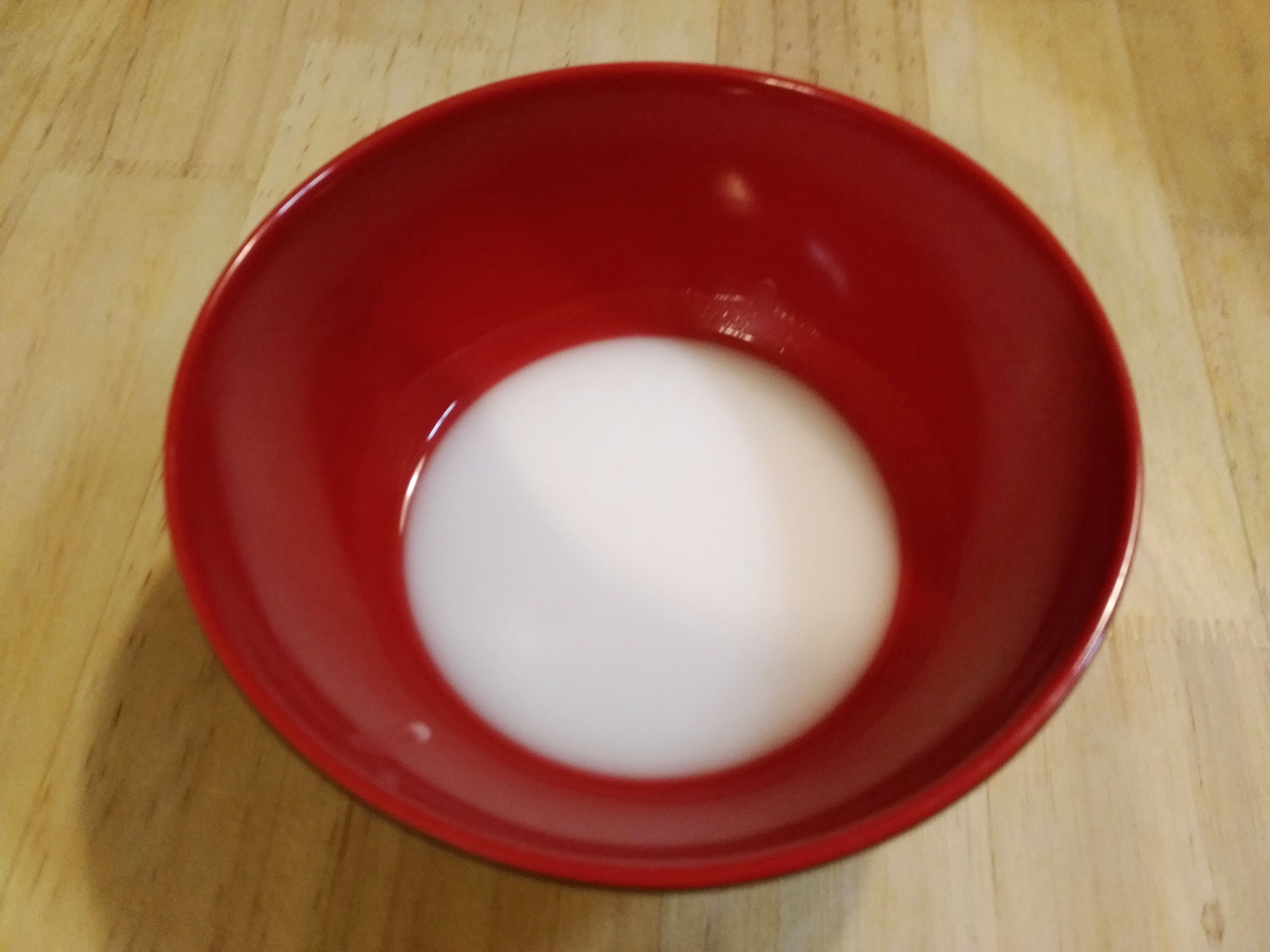
Sűrítéshez használt krumplikeményítő

## Rántás
A rántás a magyar konyhatechnológiában az egyik leggyakrabban alkalmazott sűrítési művelet. Alapanyaga a liszt és valamilyen zsiradék (sertészsír, olaj, vaj, margarin). A fölmelegített zsiradékban a lisztet átforrósítják, illetve megpirítják, majd a tűzről lehúzva bőséges mennyiségű hideg vízzel, vagy csontlével csomómentesre keverik, és állandó keveréssel a sűrítendő ételhez öntik, újra forralják.
„Az a messze terjedő és átalakító szerep, amelyet a mi népünk élelmezésében és konyhatechnikájában a hagymás-rántás játszik, teszi érthetővé, hogy a mi főzelékeink összetétele, készítési módja és íze egészen egyedülálló jellegzetességű, amelyet más nép fia megszokhat és értékelhet, de arra az ő szervezete élettanilag úgy átállítódni, mint a miénk, sohasem fog."

### Magyar rántás
A magyar levesekre és főzelékekre jellemző sűrítési mód, amikor a fölmelegített zsiradékban először zsemleszínűre pirítjuk a lisztet, megfonnyasztjuk a vöröshagymát, és  beledobjuk a kapart, vagy kinyomott fokhagymát, majd a tűzről lehúzva belekeverjük a fűszerpaprikát, a még forró anyagban átfuttatjuk a finomra vágott petrezselyemzöldet. Az így készült paprikás zsír a magyar konyha jellegzetes fűszere, mert a tartósító, színező hatású fűszerpaprika a sertészsírban jól oldódik. (A paprikának nem szabad megégnie, mert kesernyés ízt ad az ételnek, a fűszernövények zamatának megőrzése miatt, legtöbb esetben ezeket teszik utoljára a rántásba.)

### Világos rántás
Ezt sok helyen fehér-, vagy vajas rántásnak is nevezik. Olyan sűrítési művelet, amikor a felolvasztott vajat (esetleg margarint) a liszttel nem pirítjuk meg, csak összemelegítjük, majd a tűzről lehúzva vízzel, csontlével vagy tejjel engedjük föl aszerint, hogy milyen ételhez kívánjuk felhasználni. Pl. a vajas rántást csontlével összeforralva kapjuk a fehér mártást, ha forró tejjel végezzük ugyanezt, tejmártás (besamel) lesz a neve. Ilyen rántás való a fehér mártáshoz, és a krémlevesekhez.

### Zsemleszínű rántás
Olyan sűrítési művelet, amikor a felmelegített zsiradékban a lisztet világos zsemleszínűre pirítjuk. A sűrített levesek, főzelékek készítésénél leggyakrabban ezt a rántást használjuk, legtöbbször valamilyen fűszerrel (vöröshagyma, petrezselyem zöldje, fokhagyma, fűszerpaprika stb.) ízesítve. Ez az alapja a magyar rántásnak is.

### Barna rántás
Itt a lisztet barnára pirítjuk az erősebb pörzsanyag képződés, már erőteljes ízt ad az ételnek. Főként rántott leves, hagymamártás, de a barnamártáshoz is.
A rántáshoz egyes esetekben cukrot is adhatunk, de azt csak a liszt megpirítása után tegyük, és vigyázni kell arra, hogy ne pirítsuk túl. A túlpirított cukorban a liszt is megég, és mindkét égett anyag keserű ízt ad az ételnek. A cukros rántás nem csak az étel színét barnítja, hanem kellemes karamellízt ad az ételnek. A korszerű konyhatechnológiában jelentősége csökkent, mert az erősen pirított cukor és liszt a gyomor nyálkahártyáját károsíthatja.

### Különleges eljárással készített rántások
A betegélelmezésben, amikor zsiradék, illetve hevített zsiradék nélkül akarunk egy ételt sűríteni, gyakran alkalmazzuk a diétás és a száraz rántást.
A diétás rántás fordított sorrendben készített rántás. Először szárazon a kívánt színűre pirítjuk a lisztet, majd a tűzről levéve hozzákeverjük a hideg zsiradékot. A továbbiakban a hagyományos rántáshoz hasonlóan használjuk fel.
A száraz rántás zsiradék felhasználása nélkül készült rántás. A lisztet állandó keverés mellett hagyományos, teflonbevonatú serpenyőben a kívánt színűre pirítjuk. A tűzről lehúzva hideg vízzel csomómentesre keverjük, majd a sűrítendő ételhez öntjük. A diétás konyhatechnológiában különféle emésztőrendszeri betegségek súlyosabb szakaszában (pl. akut epeköves roham után) alkalmazzuk.

## Habarás
Sűrítési mód, amelynek két változata ismeretes. Az egyszerű habarás elsősorban csak sűrít. A lisztet vízzel, zöldséglével vagy natúr csontlével keverjük csomómentesre, majd állandó keveréssel a forrásban lévő ételbe öntjük. 
A finom habarás nemcsak sűrít, de jelentősen növeli az étel ízét, energia- és tápanyagtartalmát. Ez esetben a lisztet tejjel, tejföllel, kefirrel, joghurttal vagy tejszínnel keverjük simára. Mielőtt azonban a forró ételhez öntenénk, kevés meleg főzőlével keverjük el, mert különben a tejföl; a kefir, illetve a joghurt pelyhesen kicsapódik. Mivel készítése során - szemben a rántással - pörzsanyag nem képződik, az emésztőrendszeri megbetegedések diétájában szívesen alkalmazzuk.

## Liszthintés
A liszthintés, lisztszórás vagy Staubolás a konyhatechnológiában egy sűrítési eljárás, a párolással felpuhított alapanyagok sűrítésére alkalmas művelet.
A puhára párolt húst, zöldségfélét zsírjára pirítjuk, megszórjuk liszttel, majd nyílt lángon kevergetve az egészet összepirítjuk. A tűzről lehúzva felöntjük hideg vízzel vagy csontlével, csomómentesre keverjük, majd a tűzre visszatéve kiforraljuk. Ezt követően már csak addig főzzük, amíg a liszt nyers ízét elfőtte. Így sűrítjük például a zöldborsófőzeléket, a gombamártást, a csirkebecsináltat stb.